# Fusariella aegyptiaca
Fusariella aegyptiaca är en svampart som beskrevs av Mouch. 1973. Fusariella aegyptiaca ingår i släktet Fusariella, divisionen sporsäcksvampar och riket svampar.   Inga underarter finns listade i Catalogue of Life.